# Burg Kamýk

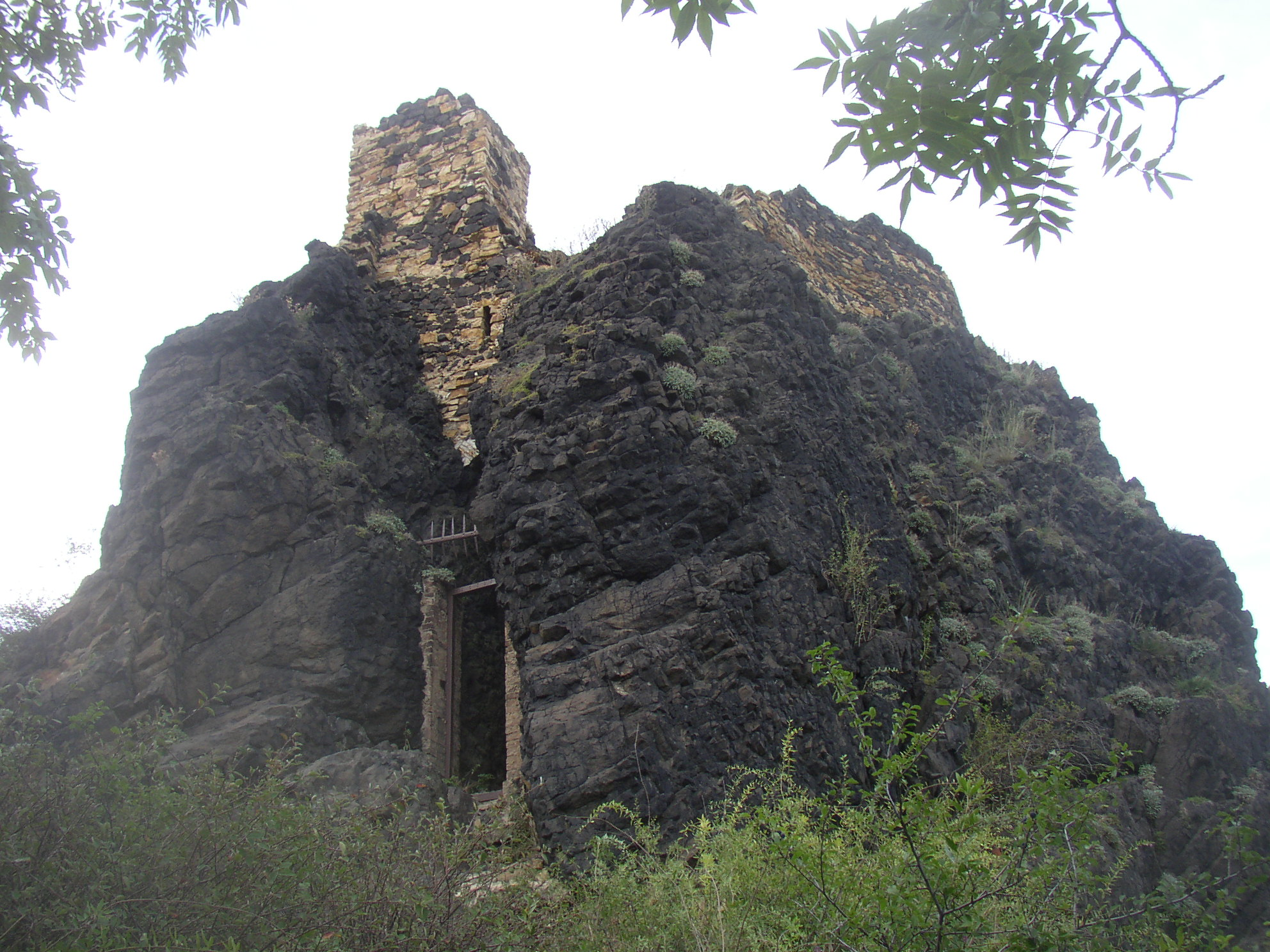
Burgruine Kamýk

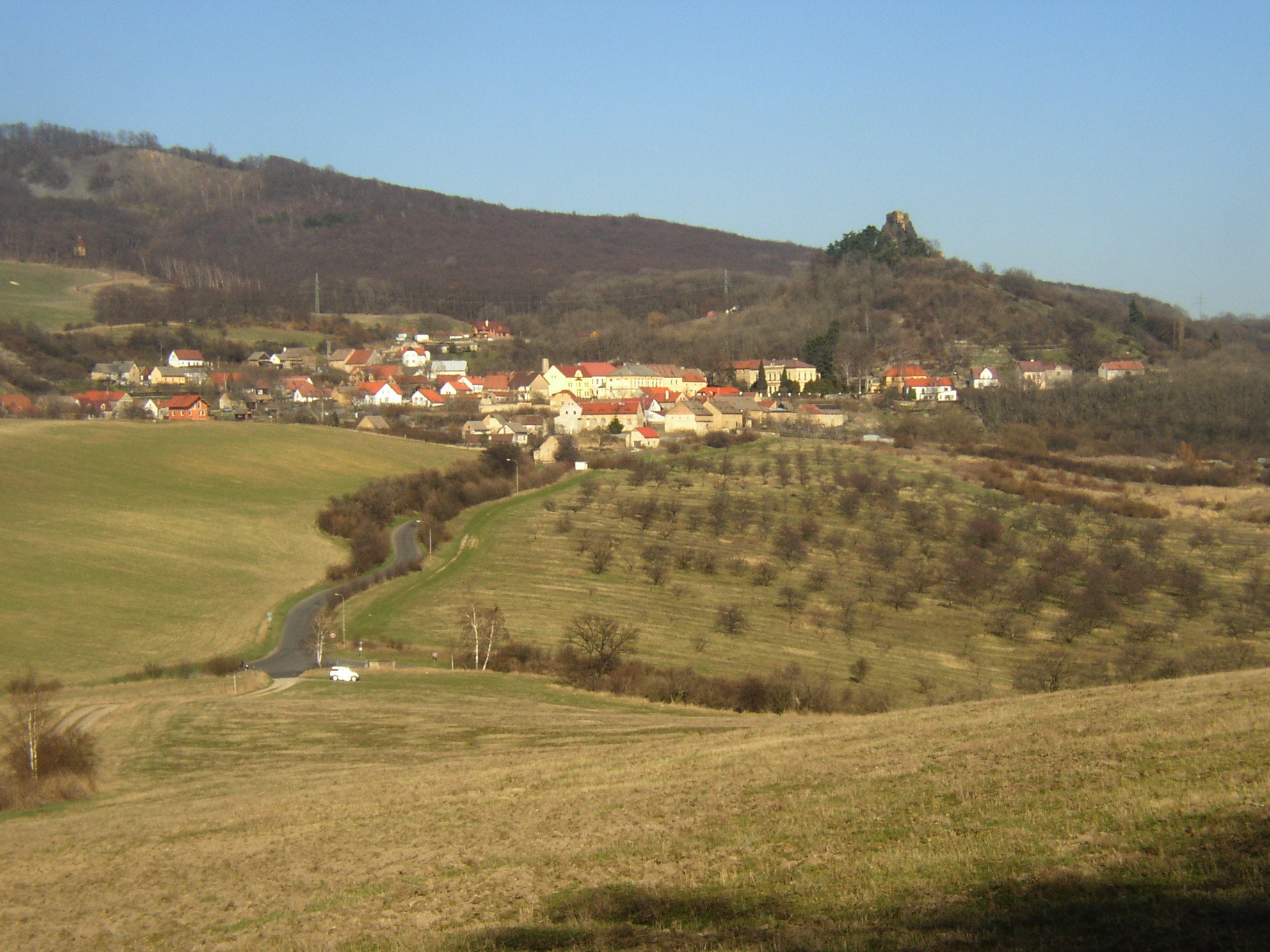
Dorf und Burg Kamýk

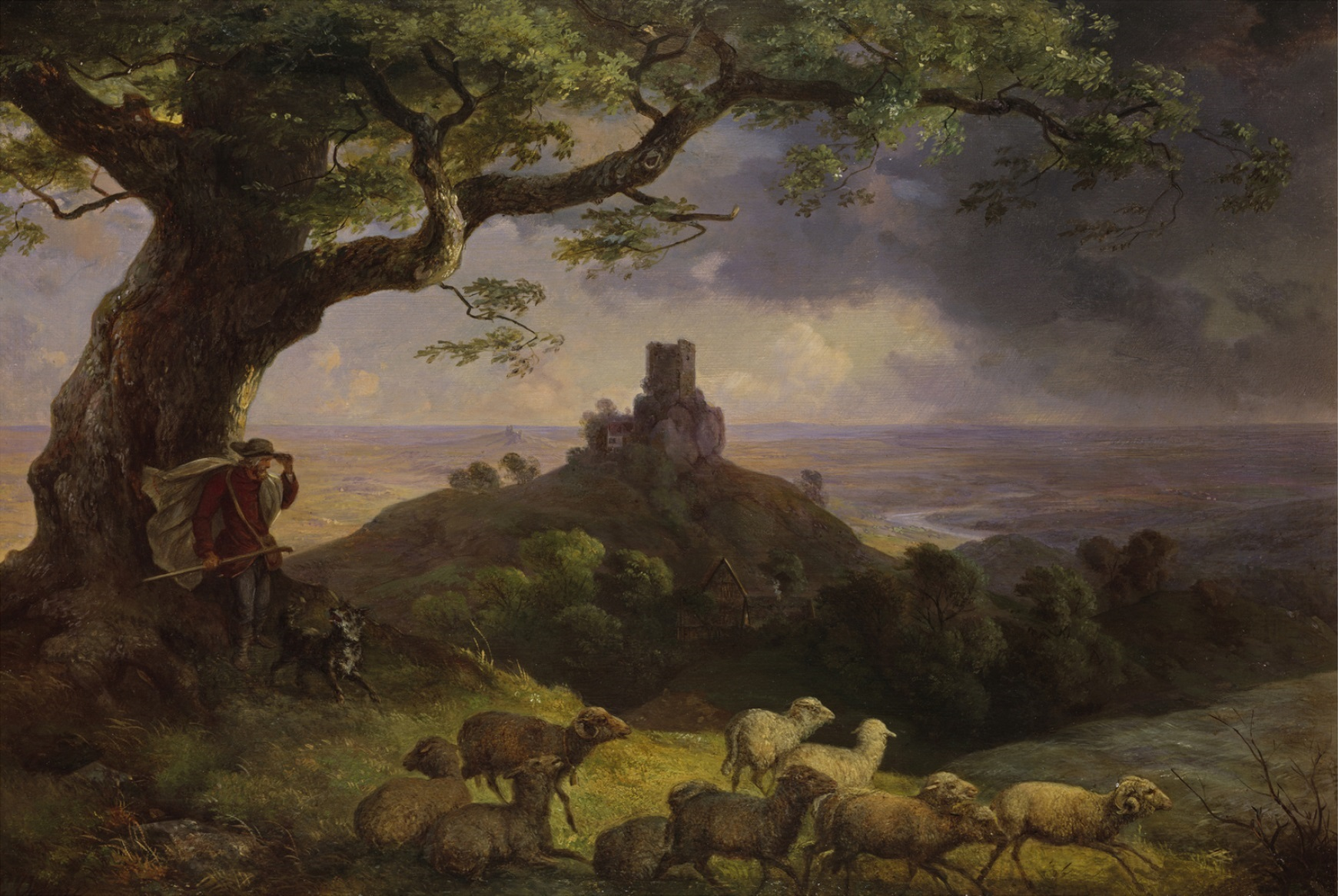
Ernst Ferdinand Oehme, Die Ruine von Kamaik vor heranziehendem Gewitter (ca. 1852)

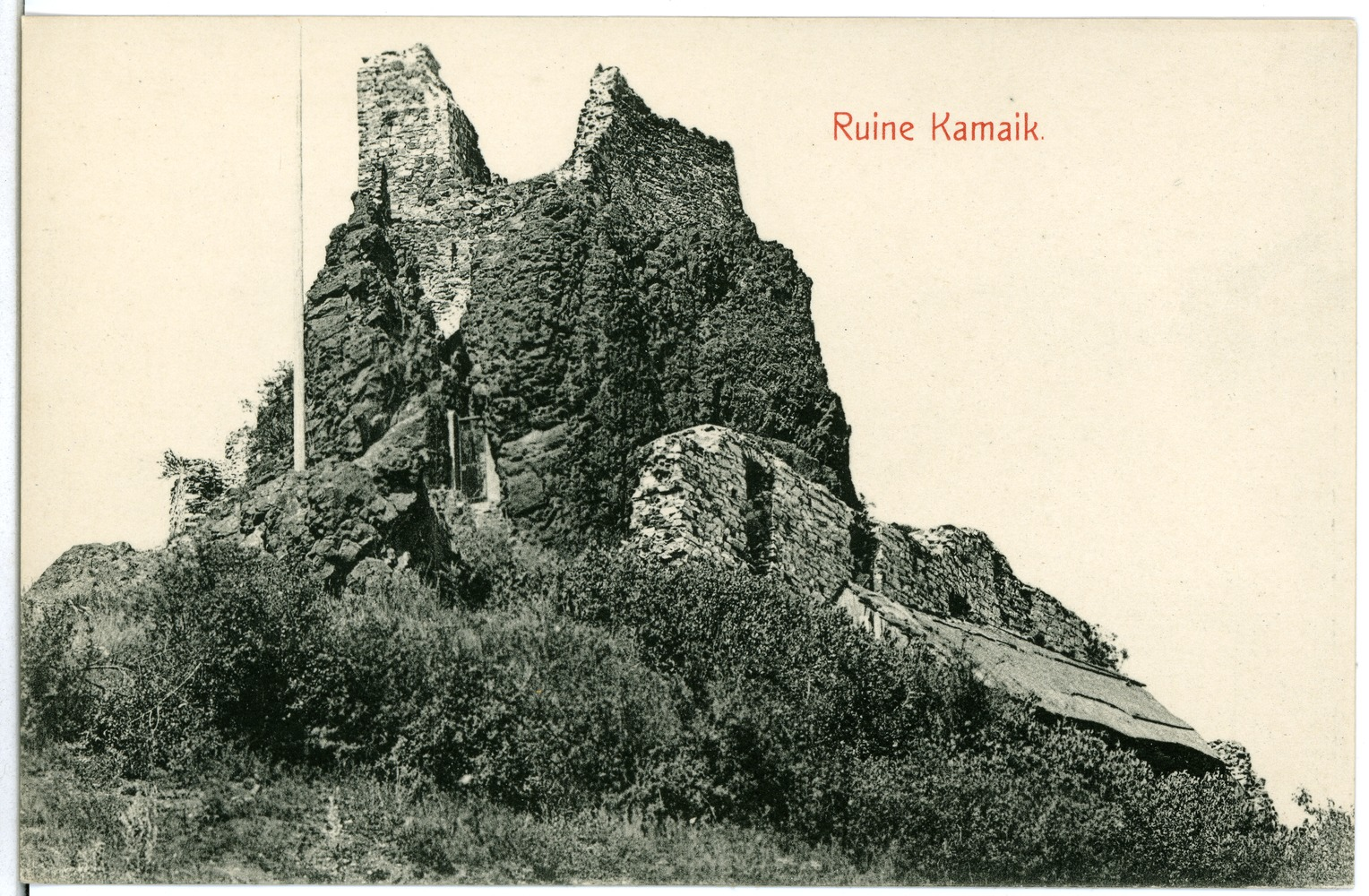
Postkarte von 1903

Die Burg Kamýk (deutsch Kamaik) befindet sich im Süden des Böhmischen Mittelgebirges in Nordböhmen (Tschechien). Von der kleinen Burganlage sind heute nur noch einige Teile des Palases und des auf einem steilen Basaltfelsen befindlichen Wohnturms erhalten. Trotz der geringen Reste stellt Burg Kamýk eines der markantesten Zeugnisse des mittelalterlichen Burgenbaues in Nordböhmen dar.

## Geografische Lage
Die Burgruine überragt den kleinen Ort Kamýk (Kamaik) im rechtselbischen Teil des Böhmischen Mittelgebirges in der Nähe der Bezirksstadt Litoměřice (Leitmeritz).

## Geschichte
Burg Kamýk wurde 1319 im Auftrag des böhmischen Königs Johann von Luxemburg errichtet. Es entstand eine für Böhmen so typische Anlage mit zentralem Donjon (Wohnturm) auf einem Basaltfelsen. 1547 ließ Vilém Kamýcký von Lstiboř die Burg umbauen und es entstand ein neuer Palas am Fuß des zentralen Burgfelsens.
Die Burg befand sich bis 1628 im Besitz von Jan Jiří Kamýcký von Lstiboř. Im Dreißigjährigen Krieg wurde die Burg 1632 erobert. Danach verfiel die Anlage zur Ruine, schon um 1650 wird die Burg als wüst benannt. Im Volksmund wurde die Ruine später als der steile Zahn bezeichnet, weil die Ruinen das Aussehen eines Zahnes haben.
Um 1885 fanden in Vorbereitung eines vorgesehenen Wiederaufbaus erste Erhaltungsarbeiten an der Ruine statt.

## Rezeption
Ernst Ferdinand Oehme, deutscher Maler der Romantik, hat ein Bild Die Ruine von Kamaik (ca. 1852) gemalt. Die Ruine wird, gängiges Motiv romantischer Kunst, zum Symbol der Vergänglichkeit. Im Vordergrund sind auf einem Hügel gegenüber Kamýk ein Schäfer und seine Schafherde zu sehen, die unter einer alten, ausladenden Eiche Rast machen. Es ist ein stürmischer Tag, der Schäfer muss seinen Hut festhalten, ein Unwetter zieht von Westen heran. Der fast kahle Hügel mit dem Turm macht den Mittelgrund des Bildes aus; im Burghof wachsen Bäume. Hinter dem Hügel geht der Blick ins Land, man sieht eine Biegung der Elbe. Die Burg spielt im Alltag der Menschen keine Rolle mehr: Der Schäfer schenkt ihr keinen Blick, sondern achtet nur auf seine Tiere. Das Fortgang des Lebens wird auch von den Vogelküken symbolisiert, die in ihrem Nest in der Eiche zu erkennen sind.
Wie sehr das Bild den Vergänglichkeitstopos thematisiert, wird im Vergleich mit einem Aquarell deutlich, das Ernst Ferdinand Oehme 1841 gemalt hat. Dort herrscht ruhiges Wetter, die Stimmung ist heiter; von dem imposanten Baum ist nichts zu sehen. Es ist eine reine Landschaftsdarstellung.